# لافارژ
لافارژ (به فرانسوی: Lafarge) شرکت صنعتی فرانسوی است، که متخصص در تولید و عرضه چهار محصول سیمان، سنگدانه، بتن و گچ به صورت عمده می‌باشد. این شرکت به عنوان چهارمین تولیدکننده سیمان جهان شناخته می‌شود.